# Oscar 2014
A 86ª cerimônia de entrega dos Academy Awards (ou Oscars 2014), apresentada pela Academia de Artes e Ciências Cinematográficas, premiou os melhores atores, técnicos e filmes de 2013 em 24 categorias no dia 2 de março de 2014, no Teatro Dolby, em Los Angeles,California. A cerimônia foi marcada uma semana mais tarde que o normal para não coincidir com a transmissão dos Jogos Olímpicos de Inverno de 2014 em Sóchi, na Rússia. A cobertura da cerimônia foi feita pela ABC, com produção de Neil Meron e Craig Zadan e direção de Hamish Hamilton. A anfitriã foi a apresentadora Ellen DeGeneres, que já havia sido na cerimônia de 2007.

## Cronograma
Abaixo, você confere o cronograma completo do Oscar 2014.
| Data                    | Evento                                                         |
| ----------------------- | -------------------------------------------------------------- |
| 16 de novembro de 2013  | Anunciado os ganhadores do Governors Awards                    |
| 2 de dezembro de 2013   | Definição dos filmes elegíveis para a premiação                |
| 27 de dezembro de 2013  | Início da votação para definir os indicados                    |
| 8 de janeiro de 2014    | Término da votação para definir os indicados                   |
| 16 de janeiro de 2014   | Anúncio dos indicados ao Oscar                                 |
| 10 de fevereiro de 2014 | Almoço oficial dos indicados                                   |
| 14 de fevereiro de 2014 | Início da votação final                                        |
| 15 de fevereiro de 2014 | Scientific and Technical Awards (Prêmios técnicos da Academia) |
| 24 de fevereiro de 2014 | Término da votação final                                       |
| 2 de março de 2014      | Cerimônia do Oscar 2014                                        |

## Indicados e vencedores
Os indicados à 86ª cerimônia de entrega dos Academy Awards foram anunciados em 16 de janeiro de 2014, no Samuel Goldwyn Theater em Beverly Hills por Cheryl Boone Isaacs, presidente da Academia, e Chris Hemsworth. American Hustle e Gravity empataram como os filmes com o maior número de indicações nesta cerimônia, com 10 cada.
 Indica o ganhador dentro de cada categoria.
| Melhor Filme 12 Years a Slave – Brad Pitt, Dede Gardner, Jeremy Kleiner, Steve McQueen e Anthony Katagas - American Hustle – Charles Roven, Richard Suckle, Megan Ellison e Jonathan Gordon - Captain Phillips – Scott Rudin, Dana Brunetti e Michael De Luca - Dallas Buyers Club – Robbie Brenner e Rachel Winter - Gravity – Alfonso Cuarón e David Heyman - Her – Megan Ellison, Spike Jonze e Vincent Landay - Nebraska – Albert Berger e Ron Yerxa - Philomena – Gabrielle Tana, Steve Coogan e Tracey Seaward - The Wolf of Wall Street – Martin Scorsese, Leonardo DiCaprio, Joey McFarland e Emma Tillinger Koskoff | Melhor Diretor Alfonso Cuarón — Gravity - Steve McQueen — 12 Years a Slave - Alexander Payne — Nebraska - David O. Russell — American Hustle - Martin Scorsese — The Wolf of Wall Street |
| Melhor Ator/Actor (Principal) Matthew McConaughey — Dallas Buyers Club como Ron Woodroof - Christian Bale — American Hustle como Irving Rosenfeld - Bruce Dern — Nebraska como Woodrow "Woody" Grant - Leonardo DiCaprio — The Wolf of Wall Street como Jordan Belfort - Chiwetel Ejiofor — 12 Years a Slave como Solomon Northup | Melhor Atriz/Actriz (Principal) Cate Blanchett — Blue Jasmine como Jeanette Francis - Amy Adams — American Hustle como Edith Greensly / Sydney Prosser - Sandra Bullock — Gravity como Dr. Ryan Stone - Judi Dench — Philomena como Philomena Lee - Meryl Streep — August: Osage County como Violet Weston |
| Melhor Ator/Actor Coadjuvante/Secundário Jared Leto — Dallas Buyers Club como Rayon - Barkhad Abdi — Captain Phillips como Abduwali Muse - Bradley Cooper — American Hustle como Richard "Richie" DiMaso - Michael Fassbender — 12 Years a Slave como Edwin Epps - Jonah Hill — The Wolf of Wall Street como Danny Porush | Melhor Atriz/Actriz Coadjuvante/Secundária Lupita Nyong'o — 12 Years a Slave como Patsey - Sally Hawkins — Blue Jasmine como Ginger - Jennifer Lawrence — American Hustle como Rosalyn Rosenfeld - Julia Roberts — August: Osage County como Barbara Weston-Fordham - June Squibb — Nebraska como Kate Grant |
| Melhor Roteiro/Argumento - Original Her — Spike Jonze - American Hustle — Eric Warren Singer e David O. Russell - Blue Jasmine — Woody Allen - Dallas Buyers Club — Craig Borten e Melisa Wallack - Nebraska — Bob Nelson | Melhor Roteiro/Argumento - Adaptado 12 Years a Slave — John Ridley por Twelve Years a Slave de Solomon Northup - Before Midnight — Richard Linklater, Julie Delpy e Ethan Hawke, sequência de Linklater e Kim Krizan - Captain Phillips — Billy Ray por A Captain's Duty de Richard Phillips e Stephan Talty - Philomena — Steve Coogan e Jeff Pope por The Lost Child of Philomena Lee de Martin Sixsmith - The Wolf of Wall Street — Terence Winter por The Wolf of Wall Street de Jordan Belfort |
| Melhor Filme de Animação Frozen – Chris Buck, Jennifer Lee e Peter Del Vecho - The Croods – Kirk DeMicco, Chris Sanders e Kristine Belson - Despicable Me 2 – Chris Renaud, Pierre Coffin e Chris Meledandri - Ernest & Celestine – Benjamin Renner e Didier Brunner - Kaze Tachinu – Hayao Miyazaki e Toshio Suzuki | Melhor Filme Estrangeiro La grande bellezza ( Itália) — Paolo Sorrentino - The Broken Circle Breakdown ( Bélgica) — Felix van Groeningen - Jagten ( Dinamarca) — Thomas Vinterberg - L'image manquante ( Camboja) — Rithy Panh - Omar ( Palestina) — Hany Abu-Assad |
| Melhor Documentário em Longa-metragem 20 Feet from Stardom – Morgan Neville, Caitrin Rogers e Gil Friesen - The Act of Killing – Joshua Oppenheimer e Signe Byrge Sørensen - Cutie and the Boxer – Zachary Heinzerling e Lydia Dean Pilcher - Dirty Wars – Richard Rowley e Jeremy Scahill - The Square – Jehane Noujaim e Karim Amer | Melhor Documentário em Curta-metragem The Lady in Number 6: Music Saved My Life – Malcolm Clarke e Nicholas Reed - Cavedigger – Jeffrey Karoff - Facing Fear – Jason Cohen - Karama Has No Walls – Sara Ishaq - Prison Terminal: The Last Days of Private Jack Hall – Edgar Barens |
| Melhor Curta-metragem Helium – Anders Walter e Kim Magnusson - Aquel no era yo – Esteban Crespo - Avant que de tout perdre – Xavier Legrand e Alexandre Gavras - Pitääkö mun kaikki hoitaa? – Selma Vilhunen e Kirsikka Saari - The Voorman Problem – Mark Gill e Baldwin Li | Melhor Animação em Curta-metragem Mr Hublot – Laurent Witz e Alexandre Espigares - Feral – Daniel Sousa e Dan Golden - Get a Horse! – Lauren MacMullan e Dorothy McKim - Possessions – Shuhei Morita - Room on the Broom – Max Lang e Jan Lachauer |
| Melhor Trilha Sonora/Banda Sonora Gravity — Steven Price - The Book Thief — John Williams - Her — William Butler e Owen Pallett - Philomena — Alexandre Desplat - Saving Mr. Banks — Thomas Newman | Melhor Canção original "Let It Go" de Frozen — Kristen Anderson-Lopez e Robert Lopez - "Happy" de Despicable Me 2 — Pharrell Williams - "The Moon Song" de Her — Karen O e Spike Jonze - "Ordinary Love" de Mandela: Long Walk to Freedom — U2 - "Alone yet Not Alone" de Alone yet Not Alone — Bruce Broughton e Dennis Spiegel |
| Melhor Edição de Som Gravity — Glenn Freemantle - All Is Lost — Steve Boeddeker e Richard Hymns - Captain Phillips — Oliver Tarney - The Hobbit: The Desolation of Smaug — Brent Burge - Lone Survivor — Wylie Stateman | Melhor mixagem/mistura de Som Gravity — Skip Lievsay, Niv Adiri, Christopher Benstead e Chris Munro - Captain Phillips — Chris Burdon, Mark Taylor, Mike Prestwood Smith e Chris Munro - The Hobbit: The Desolation of Smaug — Christopher Boyes, Michael Hedges, Michael Semanick e Tony Johnson - Inside Llewyn Davis — Skip Lievsay, Greg Orloff e Peter F. Kurland - Lone Survivor — Andy Koyama, Beau Borders e David Brownlow                                                                 |
| Melhor Direção de Arte The Great Gatsby — Catherine Martin e Beverley Dunn - American Hustle — Judy Becker e Heather Loeffler - Gravity – Andy Nicholson, Rosie Goodwin e Joanne Woollard - Her — K. K. Barrett e Gene Serdena - 12 Years a Slave — Adam Stockhausen e Alice Baker | Melhor Cinematografia/Fotografia Gravity — Emmanuel Lubezki - The Grandmaster — Philippe Le Sourd - Inside Llewyn Davis — Bruno Delbonnel - Nebraska — Phedon Papamichael - Prisoners — Roger Deakins |
| Melhor Maquiagem/Caracterização Dallas Buyers Club — Adruitha Lee e Robin Mathews - Jackass Presents: Bad Grandpa — Stephen Prouty - The Lone Ranger — Joel Harlow e Gloria Pasqua-Casny | Melhor Figurino/Guarda-Roupa The Great Gatsby — Catherine Martin - American Hustle — Michael Wilkinson - Yi dai zong shi — William Chang - The Invisible Woman — Michael O'Connor - 12 Years a Slave — Patricia Norris |
| Melhor Edição/Montagem Gravity — Alfonso Cuarón e Mark Sanger - American Hustle — Jay Cassidy, Crispin Struthers e Alan Baumgarten - Captain Phillips — Christopher Rouse - Dallas Buyers Club — John Mac McMurphy e Martin Pensa - 12 Years a Slave — Joe Walker | Melhores Efeitos Visuais Gravity — Tim Webber, Chris Lawrence, Dave Shirk e Neil Corbould - The Hobbit: The Desolation of Smaug – Joe Letteri, Eric Saindon, David Clayton e Eric Reynolds - Iron Man 3 — Christopher Townsend, Guy Williams, Erik Nash e Dan Sudick - The Lone Ranger — Tim Alexander, Gary Brozenich, Edson Williams e John Frazier - Star Trek Into Darkness – Roger Guyett, Patrick Tubach, Ben Grossmann e Burt Dalton                                                         |

## Prêmios honorários
A Academia entregou os Governors Awards numa cerimônia realizada em 16 de novembro de 2013 no Hollywood and Highland Center, quando três prêmios honorários e o Prêmio Humanitário Jean Hersholt foram entregues. Os recipientes foram:
- Angela Lansbury
- Steve Martin
- Piero Tosi
- Angelina Jolie (Prêmio Humanitário Jean Hersholt)

## Indicações múltiplas
Os dezenove filmes abaixo receberam mais de uma indicação:
- 10 nomeações: American Hustle e Gravity
- 9 nomeações: 12 Years a Slave
- 6 nomeações: Captain Phillips, Dallas Buyers Club e Nebraska
- 5 nomeações: Her e The Wolf of Wall Street
- 4 nomeações: Philomena
- 3 nomeações: Blue Jasmine e The Hobbit: The Desolation of Smaug
- 2 nomeações: August: Osage County, Despicable Me 2, Frozen, The Grandmaster, The Great Gatsby, Inside Llewyn Davis, The Lone Ranger e Lone Survivor

Os onze indivíduos abaixo receberam mais de uma indicação:
- 3 indicações: Alfonso Cuarón (Melhor filme, melhor diretor e melhor edição – Gravity) e Spike Jonze (Melhor filme, melhor roteiro original e melhor canção original – Her)
- 2 indicações: Steve Coogan (Melhor filme e melhor roteiro adaptado – Philomena); Leonardo DiCaprio (Melhor filme e melhor ator – The Wolf of Wall Street); Megan Ellison (Melhor filme – American Hustle e Her); Skip Lievsay (Melhor mixagem de som – Gravity e Inside Llewyn Davis); Catherine Martin (Melhor direção de arte e melhor figurino – The Great Gatsby); Steve McQueen (Melhor filme e melhor diretor – 12 Years a Slave); Chris Munro (Melhor mixagem de som – Captain Phillips e Gravity); David O. Russell (Melhor diretor e melhor roteiro original – American Hustle) e Martin Scorsese (Melhor filme e melhor diretor – The Wolf of Wall Street)

## Curiosidades
- É a 3ª vez que Martin Scorsese e Alexander Payne disputam juntos a categoria de Melhor Direção:
1. Em 2005 eles concorreram, respectivamente, por O Aviador e Sideways (Entre Umas e Outras), onde ambos perderam para Clint Eastwood em Million Dollar Baby (Menina de Ouro).
2. Em 2012, eles voltaram a concorrer, respectivamente, pelos filmes Hugo (A Invenção de Hugo Cabret) e  The Descendants (Os Descendentes), onde perderam para Michel Hazanavicius em O Artista.

- Bruce Dern voltou a ser indicado após 35 anos da sua primeira indicação em 1979 por Coming Home (filme).
- É a 2ª vez que Sandra Bullock e Meryl Streep concorrem juntas para Melhor Atriz. A 1ª foi em 2010 quando Sandra venceu o prêmio pelo filme Um Sonho Possível e Meryl concorria por Julie & Julia.
- É a 2ª vez que Judi Dench e Meryl Streep concorrem juntas para Melhor Atriz. A 1ª foi em 2007 quando Judi concorreu pelo filme Notas sobre um Escândalo e Meryl por O Diabo Veste Prada. Ambas perderam para Helen Mirren por A Rainha.
- É a 2ª vez que Cate Blanchett e Meryl Streep concorrem juntas para Melhor Atriz. A 1ª foi em 1999 quando Cate concorreu por Elizabeth (filme) e Meryl por One True Thing (Um Amor Verdadeiro). Ambas perderam para Gwyneth Paltrow por Shakespeare in Love (Shakespeare Apaixonado).

## Apresentadores e intérpretes
Os seguintes indivíduos foram escolhidos para entregar os prêmios:
| - Amy Adams - Kristen Bell - Jessica Biel - Jim Carrey - Glenn Close - Bradley Cooper - Penélope Cruz - Benedict Cumberbatch - Viola Davis - Daniel Day-Lewis - Robert De Niro - Zac Efron - Sally Field - Harrison Ford - Jamie Foxx - Andrew Garfield | - Jennifer Garner - Whoopi Goldberg - Joseph Gordon-Levitt - Anne Hathaway - Goldie Hawn - Chris Hemsworth - Kate Hudson - Samuel L. Jackson - Angelina Jolie - Michael B. Jordan - Anna Kendrick - Jennifer Lawrence - Matthew McConaughey - Ewan McGregor - Bill Murray - Kim Novak | - Tyler Perry - Brad Pitt - Sidney Poitier - Gabourey Sidibe - Will Smith - Kevin Spacey - Jason Sudeikis - Channing Tatum - Charlize Theron - John Travolta - Christoph Waltz - Kerry Washington - Emma Watson - Naomi Watts |

Os seguintes indivíduos foram selecionados para interpretar números musicais:
| Nome(s)           | Canção                                           |
| ----------------- | ------------------------------------------------ |
| U2                | "Ordinary Love" de Mandela: Long Walk to Freedom |
| Idina Menzel      | "Let It Go" de Frozen                            |
| Karen O           | "The Moon Song" de Her                           |
| Pharrell Williams | "Happy" de Despicable Me 2                       |
| Bette Midler      | "Wind Beneath My Wings"                          |
| Pink              | "Over the Rainbow"                               |

## Transmissões televisivas
Nos Estados Unidos a cerimônia foi transmitida pela ABC. No Brasil, a Rede Globo, que transmitiu as cerimônias anteriores, anunciou que não realizaria a transmissão do Oscar em 2014 ao vivo em detrimento da cobertura do desfile das escolas de samba do Rio de Janeiro; a emissora exibe um resumo dos melhores momentos da premiação, apresentado por Fernanda Lima e transmitido em 3 de março, logo após a Sessão da Tarde. A transmissão ao vivo ficou por conta da emissora de TV por assinatura TNT que, além de transmitir a cerimônia em 2 de março, pela primeira vez transmitiu também o anúncio dos indicados em 16 de janeiro de 2014.

## Informações sobre a cerimônia

### Desempenho comercial dos indicados
À época do anúncio das indicações em 16 de janeiro de 2014, o lucro combinado das nove produções indicadas a melhor filme do ano nas bilheterias estadunidenses e canadenses era de US$ 645 milhões, com uma média de US$ 72 milhões por filme. Apenas um dos nove filmes indicados estava entre os dez filmes mais vistos da semana em que as indicações foram anunciadas. Gravity foi o filme que mais lucrou entre os indicados a melhor filme, sendo seguido por Captain Phillips, American Hustle, The Wolf of Wall Street, 12 Years a Slave, Philomena, Dallas Buyers Club, Her e Nebraska. Dos 50 filmes que mais lucraram em 2013, 14 receberam indicações. Apenas Frozen (3°), Despicable Me 2 (4°), Gravity (7°), The Croods (14°), Captain Philips (29°), American Hustle (30°) e The Wolf of Wall Street (42°) receberam indicações para melhor filme, melhor animação ou qualquer um dos prêmios de direção, atuação e roteiro. Os outros sucessos de bilheteria que conseguiram indicações foram Iron Man 3 (2°), The Hobbit: The Desolation of Smaug (8°), Star Trek Into Darkness (11°), Jackass Presents: Bad Grandpa (31°), The Lone Ranger (38°) e Saving Mr. Banks (49°).

### Desclassificação
Em 16 de janeiro de 2014 a canção "Alone Yet Not Alone", de Bruce Broughton e Dennis Spiegel, foi anunciada como uma das indicadas a melhor canção original. Porém, em 29 de janeiro de 2014, a Academia anunciou a desclassificação da obra. O motivo da decisão foi o fato de que Broughton teria usado sua posição como ex-chefe e atual membro do comitê executivo do departamento musical da Academia para influenciar os colegas e conseguir a indicação. Fazer propaganda de um filme, em qualquer categoria, não é considerada uma infração, mas os membros da Academia avaliaram que Broughton utilizou-se do cargo para obter vantagem. Esta é a primeira vez na história que uma indicação ao Oscar é revogada.

### Recordes

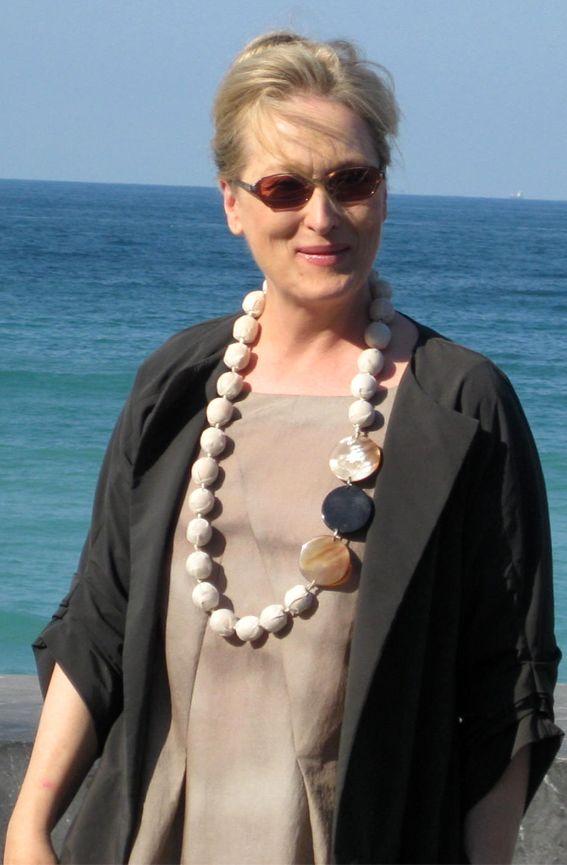
Meryl Streep recebeu sua 18ª indicação ao Oscar por Álbum de Família.

- Protagonista de Álbum de Família, Meryl Streep concorre ao Oscar pela 18ª vez e continua sendo o intérprete mais indicado da história, tanto entre atrizes quanto atores.
- Aos 23 anos, Jennifer Lawrence se tornou a mais jovem atriz a receber três indicações ao Oscar.
- Produtora de American Hustle e Her, Megan Ellison é a primeira mulher e apenas a quarta pessoa a receber duas indicações a melhor filme no mesmo ano desde 1951 (até então apenas um produtor poderia concorrer por cada longa).
- L'Image Manquant é o primeiro filme do Camboja a concorrer como melhor filme estrangeiro. É, também, o segundo documentário a disputar a categoria, após Valsa com Bashir, de 2008.
- A Grande Beleza é o 28° filme da Itália a concorrer a melhor filme estrangeiro, fazendo desse o segundo país que mais recebeu indicações na categoria, atrás apenas da França com 36 filmes indicados. A Itália ainda detém o recorde de vitórias (14 no total).[20]

### Países lusófonos nos Oscars 2014
Nenhuma produção lusófona conseguiu uma indicação ao Oscar 2014. O Ministério da Cultura do Brasil submeteu o filme O Som ao Redor para a apreciação da Academia ao prêmio de melhor filme estrangeiro, enquanto a Secretaria de Estado da Cultura de Portugal submeteu Linhas de Wellington. Quando foram anunciados os nove filmes pré-indicados ao prêmio de melhor filme estrangeiro em 20 de dezembro de 2013, nenhum dos dois filmes estavam entre os selecionados. Outro filme brasileiro, no entanto, a animação Uma História de Amor e Fúria, conseguiu ser pré-indicado na categoria de melhor filme de animação, além de ter figurado na lista dos 289 filmes elegíveis para o Oscar de melhor filme. Apesar disso, um cineasta português, o Daniel Sousa, foi indicado ao prêmio de Melhor Curta-metragem de animação por Feral.